# Adolfo M. Savino
Adolfo Mario Savino (Remedios de Escalada, 1918 - Roma, 1977) fue un político y diplomático argentino, que ocupó el cargo de Ministro de Defensa Nacional durante la presidencia de María Estela Martínez de Perón entre el 14 de agosto de 1974 y 11 de julio de 1975. Perteneció al grupo paramilitar Triple A, conducido por José López Rega, de quien era colaborador.

## Carrera
Fue jefe de asesores de Roberto Marcelo Levingston.
Fue embajador de Argentina en Venezuela y en Italia entre 1973 y 1974, siendo designado por Héctor Cámpora, a consejo de López Rega. Su estadía en Italia se dio gracias a su vinculación con Licio Gelli, de la logia Propaganda Due, en ese entonces funcionario de la embajada argentina. Abandonó su puesto de Embajador argentino en Italia en agosto de 1974 para asumir como Ministro de Defensa. Durante su gestión desplazó a Leandro Anaya, jefe del Ejército, ante la queja de éste de aceptar las operaciones de la Triple A.
Falleció en Roma, producto de un cáncer, en 1977.